# Trzebina (gmina w rejencji opolskiej)
Trzebina (niem. Amtsbezirk Kunzendorf) – zbiorowa gmina wiejska (Amtsbezirk) w powiecie prudnickim, rejencji opolskiej. Funkcjonowała w latach 1874–1945 w Rzeszy Niemieckiej. Siedzibą gminy była Trzebina (Kunzendorf).
Gminę Trzebina utworzono 1 maja 1874 na obszarze powiatu prudnickiego. Powstała z obszaru gromad Trzebina i Jasiona (Jassen) oraz majątku ziemskiego. Pierwszym administratorem okręgu został Carl Hübner zamieszkały w Trzebinie.